# Wilhelm Staedel (Chemiker)
Wilhelm Staedel  (* 18. März 1843 in Darmstadt; † 14. Mai 1919 ebenda) war ein deutscher organischer Chemiker.

## Leben
Wilhelm Staedel war der Sohn von Eduard Staedel, einem Darmstädter Justizrat, und dessen Ehefrau Wilhelmine Tenner. Staedel absolvierte eine Apothekerlehre in Pfeddersheim bei Worms und studierte ab 1861 Chemie in Heidelberg und Tübingen, wo er 1864 promoviert wurde. Er war dort ein Schüler von Adolph Strecker. Danach studierte Alfred Einhorn bei ihm 1880 in Tübingen. Außerdem lernte er im Labor von Carl Remigius Fresenius in Wiesbaden. Er war von 1864 bis 1866 Assistent an der Höheren Gewerbeschule in Darmstadt, einer Vorgängereinrichtung der TH Darmstadt. Anschließend war er Assistent an der Universität Tübingen, an der er sich 1869 habilitierte. In diesem Jahr wurde er Privatdozent an der Uni Tübingen. 1873 erhielt er den Professorentitel. Auf Antrag von Lothar Meyer wurde er im August 1876 außerordentlicher Professor in Tübingen. 
Die Pyrazin-Synthese über die Umsetzung von α-Halogenketonen mit Ammoniak (1876) ist nach ihm und Leopold Rügheimer benannt. Hauptsächlich befasste er sich aber mit physikalischer organischer Chemie und theoretischer organischer Chemie.
Im April 1881 wurde Wilhelm Staedel ordentlicher Professor für Chemie an der TH Darmstadt. Mit dieser Professur war das Amt des Dekans der Chemisch-technischen Schule verbunden. Von Herbst 1882 bis Herbst 1884 war er Rektor der TH Darmstadt. In dieser Zeit gelang es, die beabsichtigte Schließung der TH Darmstadt zu verhindern. Dies gelang u. a. mit der Berufung von Erasmus Kittler zum 1. November 1882 auf die erste Professur für Elektrotechnik weltweit. Damit kamen viele neue Studierende aus dem In- und Ausland an die TH. Im Jahr 1885 wurde er zum Mitglied der Leopoldina gewählt.
Von 1887 bis 1895 war Staedel ebenso Dekan der Chemisch-technischen Schule. Ab 1895 bis 1898 sowie von 1907 bis 1910 war er Dekan der Abteilung Chemie. 
Anlässlich des 25-jährigen Professorenjubiläums hielt der Chemiker Heinrich Caro zu Ehren von Staedel am 26. März 1906 eine Festrede in der Aula der TH Darmstadt. Staedel wurde zum Ende des Wintersemester 1910/11 emeritiert.
Wilhelm Staedel starb im Mai 1919 im Alter von 76 Jahren. Er war seit 1876 mit Anna Clara Medicus aus Darmstadt verheiratet.

## Ehrungen
- vor 1906: Ernennung zum Geheimrat